# Кхонкэн
Кхонкэ́н (тайск. ขอนแก่น) — город, центр одноимённой провинции на северо-востоке Таиланда (Исане). Население на май 2006 года составляло около 121 тысяч человек. Один из крупнейших городов Таиланда.

## География
Кхонкэн расположен на краю неплодородной равнины карстового происхождения, плато Корат и плодородной местности к северу от неё. Расстояние от Бангкока до Кхонкэна по прямой 380 км, по дороге 449 км. В городе имеется аэропорт. Через Кхонкэн проходит железнодорожная линия, связывающая Бангкок с лаосской границей. Город соединён со всеми крупными городами северо-востока Таиланда регулярным автобусным сообщением.
Кхонкэн — второй после Накхон Ратчасима важный торговый центр Исана. 

## Образование
Здесь расположены два важнейших университета северо-восточного Таиланда, Университет Рачамангала и Университет Кхонкэна, в которых обучаются около 20 тысяч студентов. 

## Хозяйство
Имеются предприятия текстильной промышленности, в основном производство шёлка. 

## Туризм
Большое значение имеет индустрия туризма, в городе расположен пятизвёздочный отель и несколько четырёхзвёздочных.

## История
Хотя на территории современного Кхонкэна люди селились ещё с доисторических времён, о чём свидетельствуют археологические раскопки, исторически он появляется в период государства Дваравати. Впоследствии он находился под властью кхмеров. В аюттхайский период Кхонкэн был важным поставщиком риса.

## Достопримечательности
В городе расположен Национальный музей Кхонкэн, где выставлены археологические фонды различных периодов.

## Известные уроженцы
- Сомлук Камсинг (тайск. สมรักษ์ คำสิงห์ , род. 16 января 1973 года) — тайский боксёр, боец муай тай и кикбоксер, чемпион летних Олимпийских игр 1996 года, первый олимпийский чемпион в истории Таиланда.